# Biblioteca do Trinity College
A Biblioteca do Trinity College, localizado em Dublin, é a maior biblioteca da República da Irlanda. Pertence ao Trinity College e tem direitos de depósito legais do material publicado na República da Irlanda. A biblioteca tem mais de 4,5 milhões de volumes de livros.
As suas maiores atrações são a Old Library, biblioteca com 200000 volumes decorada com bustos de acadêmicos, a harpa mais antiga da Irlanda e o Livro de Kells.